# Siculiana
Siculiana é uma comuna italiana da região da Sicília, província de Agrigento, com cerca de 4.636 habitantes. Estende-se por uma área de 40 km², tendo uma densidade populacional de 116 hab/km². Faz fronteira com Agrigento, Montallegro, Realmonte.

## Demografia
| Variação demográfica do município entre 1861 e 2011                               |
|                                                                                   |
| Fonte: Istituto Nazionale di Statistica (ISTAT) - Elaboração gráfica da Wikipedia |